# Erdbebenserie in Mittelitalien ab 2016
Die Erdbebenserie in Mittelitalien ab 2016 ist eine Erdbebenserie in Italien, die am 24. August 2016 begann und bis zum 18. Januar 2017 anhielt. Bei starken Hauptbeben am 24. August 2016, am 26. Oktober  2016 und am 30. Oktober 2016 gab es schwere Schäden in zahlreichen Gemeinden der Monti Sibillini bis zu den Monti della Laga im Grenzgebiet der Regionen Latium, Umbrien und den Marken.
Der erste schwere Erdstoß ereignete sich am 24. August 2016 um 03:36 Uhr Ortszeit (CEST) (01:36 UTC, in der Folge wird CEST, ab 30. Oktober 2016 CET verwendet). Er erreichte eine Stärke zwischen 6,0 MW und 6,2 MW auf der Momenten-Magnituden-Skala. Das Zentrum lag in der Gemeinde Accumoli.
Ein zweiter Erdstoß der Stärke 5,3 MW ereignete sich um 04:33 Uhr mit Zentrum in der Nachbargemeinde Norcia. Die Erdstöße verursachten schwere Zerstörungen und führten zu 299 Toten in den Gemeinden Accumoli, Amatrice und Arquata del Tronto. Die Beben waren in ganz Mittelitalien zu spüren. In der betroffenen Region hielt die Serie von Beben bis in den Oktober an, nahm in der Frequenz dabei aber leicht ab.
Am 26. Oktober kam es erneut zu zwei schweren Erdbeben. Das Beben um 19:10 Uhr mit der Stärke 5,4 MW ereignete sich in Castelsantangelo sul Nera. Ein stärkeres Beben folgte um 21:18 mit der Stärke 5,9 MW mit Zentrum in der Nachbargemeinde Ussita. Da die Bewohner durch den ersten leichteren Erdstoß vorgewarnt, bereits ihre Häuser verlassen hatten, kam es zu keinen Opfern, aber zu schweren Schäden in den betroffenen Gemeinden.
Das schwerste Erdbeben der Serie ereignete sich vier Tage später am 30. Oktober 2016 um 07:40 Uhr mit der Stärke 6,5 MW und hatte sein Zentrum bei Sant'Angelo, einem Ortsteil von Norcia. Dieses Erdbeben war das schwerste Erdbeben seit dem Erdbeben in der Irpinia 36 Jahre zuvor. Da wegen der anhaltenden Erdstöße seit dem 26. Oktober niemand in der Region in seinen Häusern schlief, kam es auch bei diesem Beben zu keinen Toten und nur wenigen Verletzten. Es verursachte aber schwere Zerstörungen in den schon von den vorherigen Beben beschädigten Orten.
Zu schweren Beben kam es erneut am 18. Januar 2017 mit vier Erdstößen über Stärke 5,0 MW, drei davon zwischen 10:25 Uhr und 11:25 Uhr und über 100 weiteren Beben, wobei sich der Schwerpunkt nach Süden in den Bereich des Lago di Campotosto in der Provinz L’Aquila verlagerte.

## Tektonischer Überblick
Die Erdbebenserie in der zweiten Jahreshälfte 2016 ereignete sich in einer Region des zentralen Apennin, der Bergkette, die Italien südlich der Poebene von Nordwesten nach Südosten durchzieht. Geologisch ist der Apennin weitgehend ein Gebirgszug, der sich als Akkretionskeil infolge von Subduktion gebildet hat. Diese Region ist tektonisch und geologisch komplex: Einerseits subduziert hier die Adria-Mikroplatte von Osten nach Westen unter der Eurasischen Platte und dem Apennin. Weiter liegt sie im Bereich der kontinentalen Kollision von Eurasischer Platte und Afrikanischer Platte, welche die Alpen weiter nördlich auffalten. Und schließlich kommt es im Westen zur Öffnung des Tyrrhenischen Beckens. Daher finden in der Region um Italien und das zentrale Mittelmeer verschiedenste tektonischen Vorgänge gleichzeitig statt, was den Apennin zu einer der erdbebengefährdetsten Zonen Europas macht.
Die Erdbebenserie von 2016 steht in einer Reihe mit dem Erdbeben in Umbrien am 26. September 1997 und dem Erdbeben in den Abruzzen 2009. Beide Erdbeben stellten jeweils den Höhepunkt einer viele Monate anhaltenden Serie von Vor- und Nachbeben mit Magnituden bis über 5 MW dar. Beim Hauptbeben am 26. September 1997 mit der Magnitude 6,0 MW kamen in der Provinz Perugia 11 Menschen ums Leben. Weltweite Aufmerksamkeit erregte die Zerstörung der Deckenfresken von Giotto und Cimabue in der Basilika San Francesco in Assisi bei einem Nachbeben.
Beim Hauptbeben in den Abruzzen am 6. April 2009 mit der Magnitude 6,3 MW kamen 309 Menschen ums Leben und es wurde u. a. die Altstadt L’Aquila stark beschädigt.
Das Erdbeben vom 24. August mit der Momenten-Magnitude 6,2 MW südöstlich von Norcia ereignete sich als Ergebnis einer flachen Abschiebung an einer von Nordwesten nach Südosten laufenden Verwerfung im zentralen Apennin. Das Erdbeben vom 24. August 2016 ist der Ausdruck der Ost-West-Ausdehnungstektonik, die jetzt entlang des Apennin dominiert. An der Stelle des Erdbebens bewegt sich die Eurasische Platte im Verhältnis zur Afrikanischen Platte etwa 24 mm jährlich nach Nordosten.

## Erdbeben ab dem 24. August 2016
Der erste schwere Erdstoß am 24. August hatte keine signifikanten Vorbeben. Nach diesem Ereignis hält die Serie mit täglichen Nachbeben jedoch ununterbrochen an (Stand August 2020). Das INGV zählte vom 24. August 2016 bis zum 23. Januar 2017 ca. 49.000 Nachbeben, davon 9 mit einer Magnitude über 5 MW, 41 mit einer Magnitude zwischen 4 und 5 MW sowie 4 mit einer Magnitude über 5 MW. Bis 24. August 2020 waren es 118.000 Nachbeben, davon 75 mit Magnituden von 4 MW oder höher. Noch Im Jahr 2020 wurden bis August durchschnittlich 20 Erdstöße pro Tag registriert.
Hier die Liste der Beben in der betroffenen Region mit einer Magnitude über 4 MW ab dem 24. August 2016.
| Datum             | Uhrzeit CEST bzw. CET | Magnitude | Tiefe | Epizentrum                | Epizentrum  | Epizentrum | Epizentrum |
| Datum             | Uhrzeit CEST bzw. CET | Magnitude | Tiefe | Gemeinde                  | Breitengrad | Längengrad | Ort        |
| ----------------- | --------------------- | --------- | ----- | ------------------------- | ----------- | ---------- | ---------- |
| 24. August 2016   | 03:36:32              | 6,0       | 4 km  | Accumoli                  | 42,70 N     | 13,24 O    | ⊙          |
| 24. August 2016   | 03:37:26              | 4,5       | 9 km  | Accumoli                  | 42,71 N     | 13,25 O    | ⊙          |
| 24. August 2016   | 03:56:00              | 4,4       | 5 km  | Amatrice                  | 42,61 N     | 13,28 O    | ⊙          |
| 24. August 2016   | 04:33:29              | 5,3       | 9 km  | Norcia                    | 42,79 N     | 13,15 O    | ⊙          |
| 24. August 2016   | 04:59:35              | 4,1       | 9 km  | Norcia                    | 42,80 N     | 13,14 O    | ⊙          |
| 24. August 2016   | 05:08:10              | 4,0       | 15 km | Amatrice                  | 42,61 N     | 13,27 O    | ⊙          |
| 24. August 2016   | 05:40:11              | 4,1       | 11 km | Amatrice                  | 42,62 N     | 13,25 O    | ⊙          |
| 24. August 2016   | 06:06:50              | 4,4       | 8 km  | Norcia                    | 42,77 N     | 13,13 O    | ⊙          |
| 24. August 2016   | 13:50:30              | 4,7       | 8 km  | Norcia                    | 42,82 N     | 13,15 O    | ⊙          |
| 24. August 2016   | 19:46:09              | 4,4       | 10 km | Accumoli                  | 42,66 N     | 13,22 O    | ⊙          |
| 25. August 2016   | 05:17:16              | 4,3       | 10 km | Arquata del Tronto        | 42,75 N     | 13,21 O    | ⊙          |
| 25. August 2016   | 14:36:05              | 4,4       | 10 km | Amatrice                  | 42,60 N     | 13,29 O    | ⊙          |
| 26. August 2016   | 06:28:25              | 4,8       | 11 km | Amatrice                  | 42,60 N     | 13,29 O    | ⊙          |
| 27. August 2016   | 04:50:59              | 4,0       | 8 km  | Montemonaco               | 42,84 N     | 13,29 O    | ⊙          |
| 3. September 2016 | 03:34:12              | 4,2       | 9 km  | Norcia                    | 42,77 N     | 13,13 O    | ⊙          |
| 3. September 2016 | 12:18:51              | 4,3       | 8 km  | Castelsantangelo sul Nera | 42,86 N     | 13,22 O    | ⊙          |
| 16. Oktober 2016  | 11:32:35              | 4,0       | 9 km  | Norcia                    | 42,75 N     | 13,18 O    | ⊙          |
| 26. Oktober 2016  | 19:10:36              | 5,4       | 9 km  | Castelsantangelo sul Nera | 42,89 N     | 13,15 O    | ⊙          |
| 26. Oktober 2016  | 21:18:05              | 5,9       | 8 km  | Ussita                    | 42,94 N     | 13,14 O    | ⊙          |
| 26. Oktober 2016  | 23:42:01              | 4,5       | 10 km | Norcia                    | 42,86 N     | 13,18 O    | ⊙          |
| 27. Oktober 2016  | 5:19:27               | 4,0       | 9 km  | Norcia                    | 42,84 N     | 13,15 O    | ⊙          |
| 27. Oktober 2016  | 5:50:24               | 4,4       | 9 km  | Ussita                    | 42,99 N     | 13,13 O    | ⊙          |
| 27. Oktober 2016  | 10:21:45              | 4,3       | 9 km  | Norcia                    | 42,87 N     | 13,10 O    | ⊙          |
| 27. Oktober 2016  | 19:22:23              | 4,2       | 9 km  | Norcia                    | 42,84 N     | 13,10 O    | ⊙          |
| 29. Oktober 2016  | 18:24:33              | 4,2       | 11 km | Norcia                    | 42,81 N     | 13,10 O    | ⊙          |
| 30. Oktober 2016  | 07:40:17              | 6,5       | 9 km  | Norcia                    | 42,84 N     | 13,11 O    | ⊙          |
| 30. Oktober 2016  | 07:44:30              | 4,6       | 10 km | Norcia                    | 42,85 N     | 13,07 O    | ⊙          |
| 30. Oktober 2016  | 07:55:40              | 4,1       | 13 km | Norcia                    | 42,74 N     | 13,17 O    | ⊙          |
| 30. Oktober 2016  | 08:00:40              | 4,1       | 10 km | Preci                     | 42,88 N     | 13,05 O    | ⊙          |
| 30. Oktober 2016  | 08:04:59              | 4,0       | 10 km | Preci                     | 42,82 N     | 13,06 O    | ⊙          |
| 30. Oktober 2016  | 08:05:56              | 4,1       | 8 km  | Norcia                    | 42,79 N     | 13,16 O    | ⊙          |
| 30. Oktober 2016  | 08:07:53              | 4,2       | 10 km | Norcia                    | 42,71 N     | 13,19 O    | ⊙          |
| 30. Oktober 2016  | 08:08:35              | 4,3       | 10 km | Norcia                    | 42,71 N     | 13,14 O    | ⊙          |
| 30. Oktober 2016  | 08:13:05              | 4,5       | 11 km | Accumoli                  | 42,70 N     | 13,24 O    | ⊙          |
| 30. Oktober 2016  | 08:34:47              | 4,0       | 10 km | Ussita                    | 42,92 N     | 13,13 O    | ⊙          |
| 30. Oktober 2016  | 09:35:58              | 4,4       | 10 km | Norcia                    | 42,83 N     | 13,08 O    | ⊙          |
| 30. Oktober 2016  | 11:19:26              | 4,1       | 11 km | Norcia                    | 42,82 N     | 13,14 O    | ⊙          |
| 30. Oktober 2016  | 12:21:08              | 4,1       | 8 km  | Pievebovigliana           | 43,06 N     | 13,07 O    | ⊙          |
| 30. Oktober 2016  | 12:58:17              | 4,0       | 10 km | Preci                     | 42,84 N     | 13,06 O    | ⊙          |
| 30. Oktober 2016  | 13:07:00              | 4,5       | 10 km | Norcia                    | 42,84 N     | 13,08 O    | ⊙          |
| 30. Oktober 2016  | 14:34:54              | 4,5       | 9 km  | Norcia                    | 42,80 N     | 13,16 O    | ⊙          |
| 30. Oktober 2016  | 19:21:09              | 4,0       | 10 km | Norcia                    | 42,79 N     | 13,15 O    | ⊙          |
| 31. Oktober 2016  | 04:27:40              | 4,2       | 11 km | Norcia                    | 42,77 N     | 13,11 O    | ⊙          |
| 31. Oktober 2016  | 08:05:44              | 4,2       | 10 km | Norcia                    | 42,84 N     | 13,13 O    | ⊙          |
| 1. November 2016  | 8:56:39               | 4,8       | 10 km | Acquacanina               | 43,00 N     | 13,16 O    | ⊙          |
| 3. November 2016  | 1:35:01               | 4,7       | 8 km  | Pieve Torina              | 43,03 N     | 13,05 O    | ⊙          |
| 12. November 2016 | 15:43:33              | 4,1       | 10 km | Accumoli                  | 42,72 N     | 13,21 O    | ⊙          |
| 14. November 2016 | 2:33:43               | 4,0       | 11 km | Castelsantangelo sul Nera | 42,86 N     | 13,16 O    | ⊙          |
| 29. November 2016 | 17:14:02              | 4,4       | 11 km | Capitignano               | 42,53 N     | 13,28 O    | ⊙          |
| 11. Dezember 2016 | 13:54:52              | 4,3       | 8 km  | Visso                     | 42,90 N     | 13,11 O    | ⊙          |
| 18. Januar 2017   | 10:25:40              | 5,1       | 9 km  | Montereale                | 42,55 N     | 13,26 O    | ⊙          |
| 18. Januar 2017   | 11:14:09              | 5,5       | 9 km  | Capitignano               | 42,53 N     | 13,28 O    | ⊙          |
| 18. Januar 2017   | 11:15:33              | 4,7       | 10 km | Capitignano               | 42,53 N     | 13,29 O    | ⊙          |
| 18. Januar 2017   | 11:16:39              | 4,6       | 11 km | Capitignano               | 42,55 N     | 13,28 O    | ⊙          |
| 18. Januar 2017   | 11:24:14              | 4,0       | 10 km | Amatrice                  | 42,58 N     | 13,31 O    | ⊙          |
| 18. Januar 2017   | 11:25:23              | 5,4       | 9 km  | Pizzoli                   | 42,49 N     | 13,31 O    | ⊙          |
| 18. Januar 2017   | 11:39:24              | 4,1       | 11 km | Capitignano               | 42,54 N     | 13,29 O    | ⊙          |
| 18. Januar 2017   | 12:07:37              | 4,1       | 10 km | Amatrice                  | 42,62 N     | 13,24 O    | ⊙          |
| 18. Januar 2017   | 14:33:36              | 5,0       | 10 km | Cagnano Amiterno          | 42,48 N     | 13,28 O    | ⊙          |
| 18. Januar 2017   | 16:16:10              | 4,3       | 10 km | Amatrice                  | 42,61 N     | 13,30 O    | ⊙          |
| 18. Januar 2017   | 20:32:31              | 4,2       | 13 km | Amatrice                  | 42,58 N     | 13,24 O    | ⊙          |
| 3. Februar 2017   | 04:47:55              | 4,0       | 6 km  | Monte Cavallo             | 42,99 N     | 13,02 O    | ⊙          |
| 3. Februar 2017   | 05:10:05              | 4,2       | 6 km  | Monte Cavallo             | 42,99 N     | 13,02 O    | ⊙          |
| 27. April 2017    | 23:16:58              | 4,0       | 8 km  | Visso                     | 42,96 N     | 13,05 O    | ⊙          |
| 27. April 2017    | 23:19:42              | 4,0       | 8 km  | Visso                     | 42,95 N     | 13,05 O    | ⊙          |
| 22. Juli 2017     | 04:13:08              | 4,0       | 13 km | Campotosto                | 42,57 N     | 13,33 O    | ⊙          |
| 4. Dezember 2017  | 00:34:11              | 4,0       | 8 km  | Amatrice                  | 42,62 N     | 13,33 O    | ⊙          |
| 4. April 2018     | 04:19:45              | 4,0       | 8 km  | Pieve Torina              | 43,06 N     | 13,03 O    | ⊙          |
| 10. April 2018    | 05:11:30              | 4,6       | 8 km  | Muccia                    | 43,07 N     | 13,04 O    | ⊙          |
| 1. September 2019 | 02:02:39              | 4,0       | 8 km  | Norcia                    | 42,80 N     | 13,14 O    | ⊙          |

## Opfer und Schäden

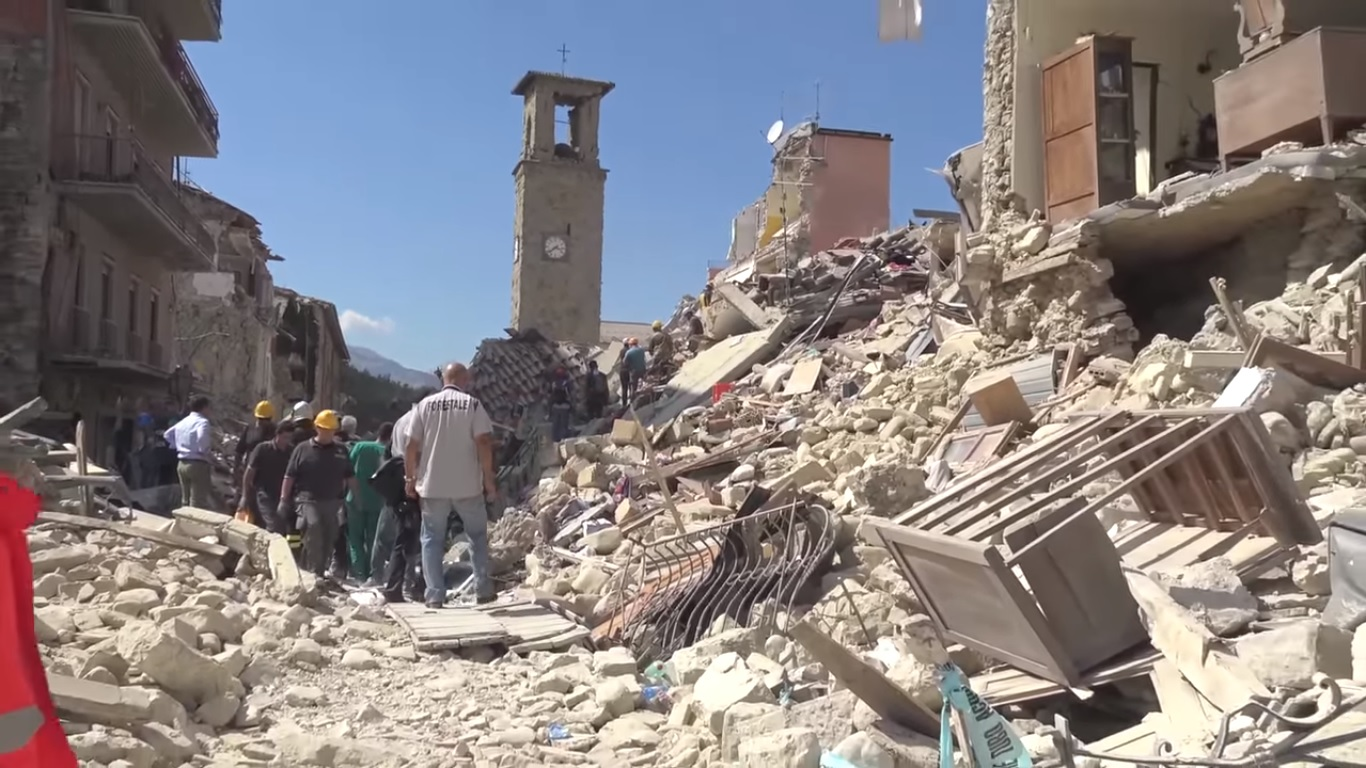
Amatrice nach den zerstörerischen Beben, am 1. September fotografiert

Unmittelbar nach dem Beben vom 24. August 2016 setzte der Italienische Zivilschutz eine großräumige Rettungs- und Bergungsaktion mit über 4.300 Einsatzkräften in Gang. Die Rettungsmaßnahmen sind nach Einschätzungen des ARD-Korrespondenten Richard C. Schneider (BR) sehr gut angelaufen; der italienische Katastrophenschutz hat Erfahrungen mit Erdbeben und ist seit dem Erdbeben von 2009 auf große Schadenslagen eingestellt. Die Regierung rief am Tag nach dem Ereignis den Notstand für die Region aus.
Da unklar ist, wie viele Menschen sich in den betroffenen Gegenden aufhielten, und anhaltend Überlebende und Tote geborgen wurden, waren offizielle Stellen zunächst sehr zurückhaltend mit Angaben zu Toten und Vermissten. Zur Zeit des Erdbebens hielten sich in den betroffenen Gemeinden bis zu 40.000 Feriengäste auf, unter anderem um an dem landesweit bekannten Fest Sagra degli Spaghetti all’amatriciana am 27. August teilzunehmen. So kamen unter anderem 70 Personen ums Leben, die in der Gemeinde Rom gemeldet waren.
Insgesamt forderte das Erdbeben 299 Todesopfer.

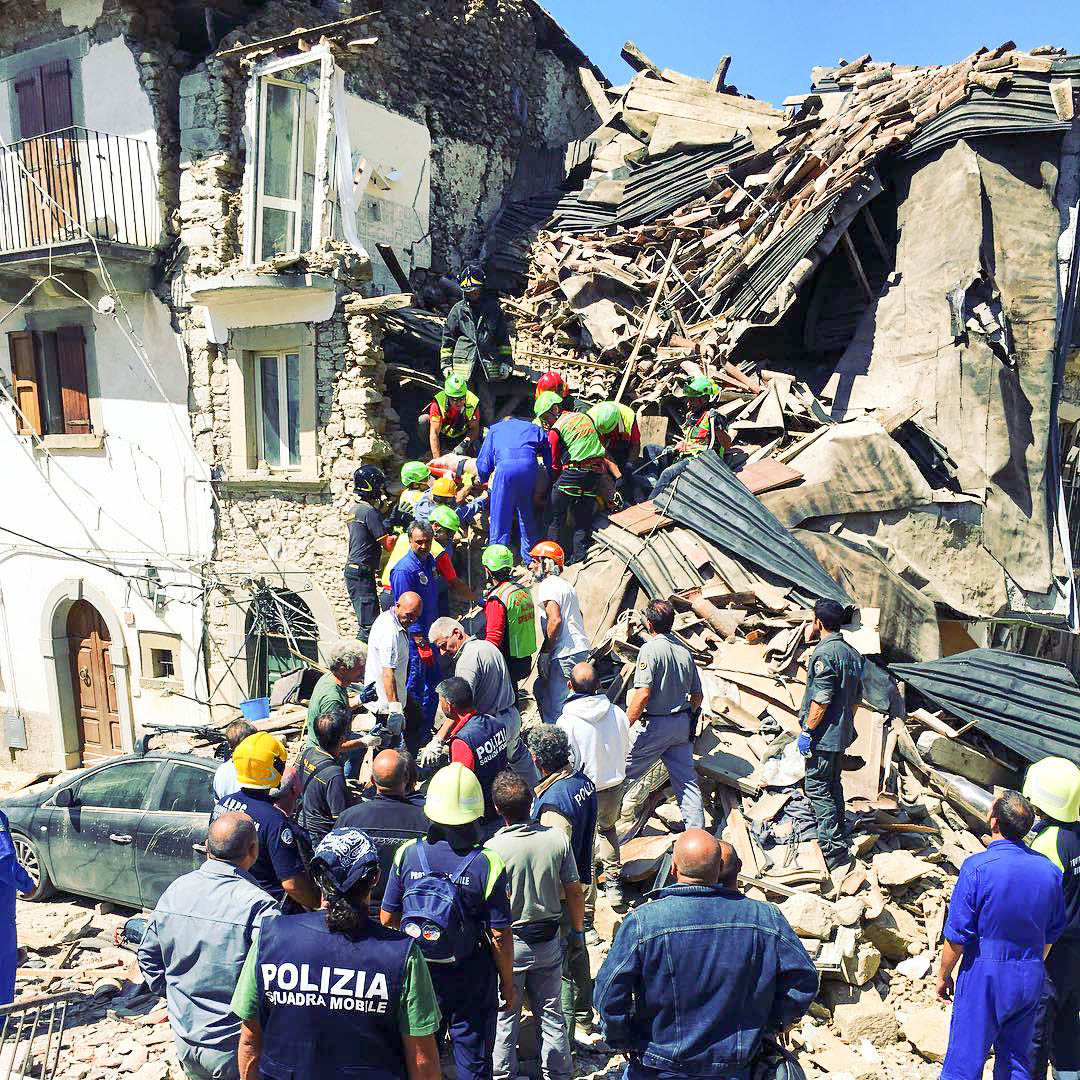
Rettungsaktion von Verschütteten

Von dem Erdbeben sind vor allem kleine Bergdörfer mit teilweise älteren Gebäuden betroffen. Es wurden Schäden aus über 70 Dörfern gemeldet. Besonders starke Zerstörungen gab es in den Gemeinden Amatrice, Accumoli, Arquata del Tronto und vor allem dessen Teilort Pescara del Tronto, der fast vollständig zerstört wurde. Die andauernden Nachbeben, darunter einige über Stärke 4,0 MW, verursachten weitere Schäden und erschwerten die Rettungsarbeiten. Die Erdbebenserie setzte sich über mehr als 3 Monate nach den ersten Hauptbeben (Stand 4. Dezember 2016) fort.
Bei den Beben Ende Oktober wurden die größten Schäden in dem Gebiet um Norcia gemeldet. Das Kloster San Benedetto stürzte komplett ein. Die Behörden riefen nach dem Beben die Bewohner auf, die betroffenen Orte zu verlassen und vorübergehend an die Adria-Küste oder in Unterkünfte in der Umgebung zu gehen. Viele verbrachten die folgenden Nächte in ihren Autos. Etwa 15.000 Menschen wurden vom italienischen Zivilschutz versorgt und 10.000 in Notunterkünften untergebracht. Hotels an der Adria nahmen 4.000 Menschen auf.
In Rom wurden am 30. Oktober 2016 die zwei zentralen Metro-Linien am Vormittag gestoppt um die Sicherheit zu überprüfen. Auch die Schulen wurden überprüft und blieben am Montag geschlossen. Die Brücke Ponte Giuseppe Mazzini wurde bis zum 31. Oktober gesperrt um aufgetretene Risse zu untersuchen. An der Basilika St. Paul vor den Mauern löste sich Teile des Gesims am Giebel und auch an der Kuppel von Sant’Ivo alla Sapienza traten Schäden auf.
Der Erdstoß vom 30. Oktober um 7.40 Uhr war mit einer Magnitude von 6,5 der stärkste auf der Italienischen Halbinsel seit 1980. Er war in weiten Teilen Italiens zu spüren und wurde auch in den österreichischen Bundesländern Salzburg und Kärnten, wie auch an der kroatischen Adriaküste wahrgenommen.
Auch die Erdbebenserie vom 18. Januar 2017 erschütterte nahezu die gesamte Apenninhalbinsel. Das schlechte Wetter mit viel Schnee und Kälte verschlimmerte die Lage im Erdbebengebiet zusätzlich. Ob das Lawinenunglück in Farindola am 18. Januar durch Nachbeben ausgelöst wurde, ist noch ungeklärt. Am 29. Januar stürzte an der schon schwer beschädigten Basilika Sant'Agostino in Amatrice nach einem Erdstoss der Stärke 3,8 MW die rechte Seitenwand ein, nachdem der Campanile schon am 18. Januar eingestürzt war.

## Folgen
Italien ist das am meisten von Erdbeben betroffene Land in Europa. Rund 70 Prozent aller Gebäude sind in einem nicht erdbebensicheren Zustand. Ein Grund ist die alte Bausubstanz vieler Häuser, wie in den teilweise 2016 betroffenen mittelalterlichen Dörfern Amatrice oder Accumoli. Maßnahmen des Italienischen Staates zu einer baulichen Vorsorge, wie die Steuerbegünstigungen für erdbebensichere Renovierungen privater Gebäude, wurden schlecht angenommen. Auch gegen eine Kategorisierung privater Gebäude wehren sich Italiens Immobilieneigentümer bisher erfolgreich. Sie befürchten durch eine Einstufung ihrer Gebäude als „unsicher“ die Entwertung ihrer Immobilien oder aufwendige Umbaumaßnahmen.
Der Seismologe Massimo Cocco (Istituto Nazionale di Geofisica e Vulcanologia) forderte: „Die Regierung müsste wenigstens Krankenhäuser und Schulen sichern lassen.“ Bei dem Beben 2016 stürzte auch das Schulgebäude von Amatrice ein, in dem sich Kindergarten, Grund- und Mittelschule befanden. Es war 2012 angeblich erdbebensicher renoviert worden. Auch fielen sowohl das Rathaus wie das Krankenhaus von Amatrice in sich zusammen. Die Staatsanwaltschaft der Provinz Rieti leitete deshalb Ermittlungen ein.
Infolge des Bebens am 26. Oktober wurden große Teile der Altstadt von Camerino schwer beschädigt, darunter das Rathaus und zahlreiche Gebäude der Universität und ihrer Studentenwohnheime. Die Universität verlor ein Drittel ihrer Nutzfläche. Bis jetzt sind Einrichtungen der Universität, darunter die Bibliothek, Wohnheime und Institute, aber auch das Rathaus der Stadt in Provisorien untergebracht.
Nach dem Beben vom 30. Oktober wird von 25.000 Obdachlosen in der Region Marken und weitere in der Region Umbrien gesprochen. Die Gemeinde Ussita ist von 200 Menschen, den meisten ihrer Einwohner verlassen worden. Die Kleinstadt Leonessa wird evakuiert. Der 5.000-Einwohner-Stadt Norcia, dessen Stadtkern nach dem Beben vom 30. Oktober abgeriegelt wurde, droht der Exodus. Viele, die ihre Wohnung verloren haben, sind bei Verwandten anderswo untergekommen, manche wohnen in lokalen Notquartieren. Der Zivilschutz hat Hotels an der Adria-Küste zur Verfügung gestellt. Der Bürgermeister von Civitanova an der Adria erwartete eine „epochale Migration“.
In der Stadt Fabriano hat die Bahngesellschaft Trenitalia einen Zug als Notquartier zur Verfügung gestellt.
Die Wiederaufbaubemühungen machen nur langsam Fortschritt, es gibt Kritik an langwierigen bürokratischen Vorgängen, die den Wiederaufbau verzögern. Die Bewilligung von Sanierungs- und Neubauanträgen dauert über ein Jahr, so dass 2020 immer noch Menschen in Wohncontainern leben mussten.

## „Satire“
Die französische Satirezeitschrift Charlie Hebdo publizierte eine Zeichnung von blutigen und teils verschütteten Opfern des Erdbebens. Diese überschrieben sie mit den Namen von Nudelgerichten wie Penne mit Tomatensoße. Diese Karikatur mit dem Titel „Erdbeben auf italienische Art“ wurde vom Bürgermeister der Stadt Amatrice und von tausenden Italienern per Facebook-Eintrag (Shitstorm) empört kritisiert.

## Belege
1. ↑  Erdbeben der Stärke 6,2 in Italien. Abgerufen am 17. Juni 2025.
2. ↑  Erdbeben erschüttern Mittelitalien – DW – 18.01.2017. Abgerufen am 17. Juni 2025.
3. ↑  Earthquake with magnitude of 6.0 on date 24-08-2016 and time 01:36:32 (UTC) in region Rieti. In: Istituto Nazionale di Geofisica e Vulcanologia, INGV. Abgerufen am 10. November 2016 (englisch).
4. ↑  Earthquake Info. In: Geoforschungszentrum Potsdam, GFZ. Abgerufen am 10. November 2016.
5. ↑  Earthquake with magnitude of 5.4 on date 24-08-2016 and time 02:33:28 (UTC) in region Perugia. In: INGV. Abgerufen am 10. November 2016 (englisch).
6. ↑  Anna Lombardi, u. a.: Terremoto 6.0 devasta il centro Italia. In: La Repubblica. 24. August 2016, abgerufen am 10. November 2016 (italienisch).
7. ↑  Erdbeben in Mittelitalien - Ausmaß unklar – DW – 26.10.2016. Abgerufen am 17. Juni 2025.
8. ↑  Earthquake with magnitude of 5.4 on date 26-10-2016 and time 17:10:36 (UTC) in region Macerata. In: INGV. Abgerufen am 10. November 2016 (englisch).
9. ↑  Earthquake with magnitude of 5.9 on date 26-10-2016 and time 19:18:05 (UTC) in region Macerata. In: INGV. Abgerufen am 10. November 2016 (englisch).
10. ↑  Earthquake with magnitude of 6.5 on date 30-10-2016 and time 06:40:17 (UTC) in region Perugia. In: INGV. Abgerufen am 10. November 2016 (englisch).
11. ↑  Ingv: aggiornamento eventi sismici in provincia dell’Aquila, 18 gennaio 2017 ore 15:00. INGV, 18. Januar 2017, archiviert vom Original am 18. Januar 2017; abgerufen am 18. Januar 2017 (italienisch).
12. ↑  Jens Skapski: Neues starke Erdbeben in Mittelitalien – Epizentrum in Amatrice. In: Juskis Erdbebennews. 18. Januar 2017, ehemals im Original (nicht mehr online verfügbar); abgerufen am 18. Januar 2017. (Seite nicht mehr abrufbar. Suche in Webarchiven)
13. 1 2  M6.2 - 10km SE of Norcia, Italy. USGS.gov, 24. August 2016, abgerufen am 24. August 2016 (englisch).
14. ↑  Giorgio Bonsanti: Vortrag zum Deutschen UNESCO Welterbetag 2010, Das Erdbeben in Assisi: Zerstörung und Wiederaufbau. (PDF; 34,5 kB) Berliner Senatsverwaltung für Stadtentwicklung und Umwelt, 5. Juni 2010, archiviert vom Original am 23. Juni 2016; abgerufen am 6. November 2016.
15. ↑  Marion Linnenbrink: Ein Jahr nach dem Erdbeben. Deutsche Welle, 6. April 2010, abgerufen am 24. August 2019.
16. ↑  Aggiornamento evento sismico a Norcia (PG) del 1 settembre 2019, Ml 4.1 (Mw 4.0). In: ingvterremoti.com. 1. September 2019, abgerufen am 8. August 2020 (italienisch).
17. 1 2  A quattro anni dal terremoto del 24 agosto 2016 in Italia centrale. In: ingvterremoti.com. 24. August 2020, abgerufen am 19. Oktober 2020 (italienisch).
18. ↑  Sequenza in Italia centrale: aggiornamento del 23 gennaio ore 11:00 (Erdbebenserie in Italien, aktualisiert am 23. Januar 2017). In: INGV Comunicazione. Abgerufen am 8. August 2020 (italienisch).
19. ↑  Earthquake List with real-time updates (laufend aktualisierte Erdbebenliste). In: cnt.rm.ingv.it. Abgerufen am 1. September 2019 (englisch).
20. ↑  Tote und Verletzte: Schweres Erdbeben in Italien. In: tagesschau.de. 24. August 2016, archiviert vom Original am 27. August 2016; abgerufen am 24. August 2016.
21. ↑  Italien ruft Notstand aus – Zahl der Erdbebenopfer steigt. In: Westdeutsche Allgemeine Zeitung. Funke Mediengruppe, 25. August 2016, abgerufen am 26. August 2016.
22. ↑  Crollato l'hotel Roma, diversi morti nel “tempio” dell’amatriciana. In: Il Sole 24 Ore. 25. August 2016, abgerufen am 25. August 2016 (italienisch).
23. ↑  Terremoto, ad Amatrice è il giorno dei funerali. In: Roma Today. 30. August 2016, abgerufen am 20. September 2016 (italienisch).
24. ↑  Drei Jahre nach Beben: Gedenken mit Fackelzug in Amatrice. In: orf.at. 24. August 2019, abgerufen am 24. August 2019.
25. ↑  Terremoto Centro Italia, diretta: 250 morti. Vigili continuano a scavare. In: Il Fatto Quotidiano. 25. August 2016, abgerufen am 25. August 2016 (italienisch).
26. ↑  Italy quake: At least 15,000 in temporary shelters. In: BBC News. 31. Oktober 2016, abgerufen am 31. Oktober 2016 (englisch).
27. ↑  dpa/ith/tan: Erdbeben in Italien: Verletzte aus Trümmern geborgen. In: welt.de. 30. Oktober 2016, abgerufen am 7. Oktober 2018.
28. ↑  Anna Carolina De Laurentiis: Terremoto, Roma: Ponte Mazzini riapre alle auto. In: lineadiretta24.it. 2. November 2016, abgerufen am 2. Dezember 2016 (italienisch).
29. ↑  Andrea Raggini: La piu' forte scossa di terremoto degli ultimi 35 anni in Italia: Magnitudo 6.5. (Memento des Originals vom 5. Dezember 2016 im Internet Archive)  Info: Der Archivlink wurde automatisch eingesetzt und noch nicht geprüft. Bitte prüfe Original- und Archivlink gemäß Anleitung und entferne dann diesen Hinweis. In: meteogiuliacci.it. 30. Oktober 2016, abgerufen am 4. Dezember 2016 (italienisch).
30. ↑  Simona Casalini, Katia Riccardi: Terremoto, Centro Italia in ginocchio. Un morto nel teramano. Slavina su hotel, tre dispersi. In: repubblica.it. 18. Januar 2017, abgerufen am 19. Januar 2017 (italienisch).
31. ↑  Hotel Rigopiano: Alle noch Vermissten tot geborgen (Memento vom 29. Januar 2017 im Internet Archive). In: stol.it. 26. Januar 2017, abgerufen am 30. Januar 2017.
32. ↑  Terremoto, ad Amatrice crolla la parete destra della chiesa di S. Agostino. In: ANSA. 29. Januar 2017, abgerufen am 30. Januar 2017 (italienisch).
33. ↑  Erdbeben in Italien: Warum das Land so schwer getroffen ist. In: südkurier.de. 25. August 2016, abgerufen am 26. August 2016.
34. ↑  Andreas Rossmann: Die doppelte Tragödie von Camerino. In: faz.net. 11. Juli 2018, abgerufen am 11. Juli 2018.
35. ↑  Massenflucht aus Bebenzone: Neues Beben „in den nächsten Tagen“? In: orf.at. 30. Oktober 2016, abgerufen am 24. August 2019.
36. ↑  Nachbeben lösen Panik aus: Zentrum des Bebens in Norcia. In: orf.at. 31. Oktober 2016, abgerufen am 31. Oktober 2016.
37. ↑  Andrea Affaticati: Erdbeben in Mittelitalien: Noch nicht vergessen. In: zeit.de. 24. August 2020, abgerufen am 15. September 2020.
38. ↑  Italien: Empörung über „Charlie Hebdo“-Zeichnung zu Beben. In: orf.at. 2. September, abgerufen am 3. September 2016.

- Karte mit allen Koordinaten:
- OSM |
- WikiMap